# Облога Діу (1531)
Облога Діу — спроба португальців захопити місто Діу в 1531 році, під час якої напад португальців був відбитий об'єднаними османсько-гуджаратськими силами на чолі з османським керівником Мустафою Байрамом.

## Обставини та наслідки
Перемога була частково результатом вогневої переваги османської артилерії над артилерією португальців, підготовленої османським фахівцем Мустафою Байрамом. Після цієї перемоги Мустафа Байрам став відомий як «Герой Діу і полководець, який врятував честь ісламу».
Хоча в 1531 році Діу був успішно захищений, перемога була неповною. Після невдалого нападу на Діу, португальський флот був спрямований на менш захищені міста Гуджаратського султанату на сході. Гогха, Сурат, Мангрол, Сомнатх, Бассейн та багато менших поселень зазнали нападу та розграбування, а деякі так більше і не оговталися від нападів.
У 1534 році султан Гуджарата Бахадур-хан підписав мирний договір з губернатором Нуну да Кунья, надавши португальцям територію Бассейна, включаючи Бомбей. У 1535 році португальцям дозволили побудувати фортецю в Діу.